# کوتیکاواتا
کوتیکاواتا (به لاتین: Kotikawatta) یک منطقهٔ مسکونی در سری‌لانکا است که در ناحیه کلمبو واقع شده‌است. کوتیکاواتا ۷۲٬۸۵۸ نفر جمعیت دارد.